# Jiří Doležal (1985)
Jiří Doležal (* 8. července 1985) je bývalý český hokejový útočník. Je jedním ze synů (s bratrem Tomášem) bývalého hokejového reprezentanta Jiřího Doležala st.

## Hráčská kariéra
Svou kariéru začínal v mládežnických výběrech pražské Slavie. V dorosteneckém a juniorském věku nastupoval též za Kobru Praha a v sezónách 2005/2006 a 2006/2007 se objevil i v dresu Baníku Most. Od sezóny 2007/2008 již nastupoval výhradně za Slavii, v níž má na dresu číslo 71 a s níž získal titul vicemistra i mistra extraligy, ale na sezonu 2012–2013 byl uvolněn na hostování do týmu HC Energie Karlovy Vary. Následující sezónu (2014/2015) již opět nastupoval za pražský celek a začal v něm i další sezónu, před níž Slavia opustila nejvyšší soutěž a hrála první ligu. Zde ovšem kvůli nenaplněným očekávání, které do něj vedení pražského celku vkládalo, na začátku listopadu 2015 skončil. Po necelých dvou sezonách v Litvínově od prosince 2017 působí opět ve Slavii a v roce 2020 odehrál svůj 600. zápas v dresu Sešívaných.
- 1998/1999 Slavia Praha – 8. tř.
- 1999/2000 Slavia Praha – 9. tř.
- 2000/2001 Slavia Praha – dor. (E)
- 2001/2002 Slavia Praha – dor. (E), Kobra Praha – dor. (E)
- 2002/2003 Kobra Praha – dor. (E)
- 2003/2004 Slavia Praha – jun. (E)
- 2004/2005 Slavia Praha – dor. (E)
- 2005/2006 Baník Most (2. liga), Slavia Praha – jun. (E)
- 2006/2007 HC Slavia Praha (E), Baník Most (2. liga)
- 2007/2008 HC Slavia Praha
- 2008/2009 HC Slavia Praha
- 2009/2010 HC Slavia Praha
- 2010/2011 HC Slavia Praha
- 2011/2012 HC Slavia Praha
- 2012/2013 HC Energie Karlovy Vary (E)
- 2013/2013 HC Energie Karlovy Vary, HC Slavia Praha – (E)
- 2014/2015 HC Slavia Praha
- 2015/2016 HC Slavia Praha (1. liga)
- 2016/2017 HC Verva Litvínov (E)
- 2017/2018 HC Verva Litvínov (E), HC Slavia Praha (1. liga)
- 2018/2019 HC Slavia Praha
- 2019/2020 HC Slavia Praha
- 2020/2021 HC Slavia Praha